# Нархие-Куарта
Нархие-Куарта, Нархиекуарта (чечен. Нархиех корта) — горная вершина в Итум-Калинском районе Чеченской Республики.

## Общие сведения
Гора представляет собой крутой склон Главного Кавказского хребта, через который проходит перевальная дорога в Тушетию (Грузия).
Высота над уровнем моря составляет 3888 метров, по другим данным 3531. Гора находится на границе с Грузией.